# Імре Паєр
Імре Паєр (угор. Imre Payer, 1 червня 1888, Шопронкевешд — 16 серпня 1957, Дьєр) — угорський футболіст, що грав на позиції захисника. По завершенні ігрової кар'єри — тренер, відомий роботою із низкою італійських клубних команд.
Виступав, зокрема, за клуб «Ференцварош», а також національну збірну Угорщини.
Триразовий чемпіон Угорщини. 

## Клубна кар'єра
У дорослому футболі дебютував 1910 року виступами за команду «Ференцварош», в якій провів сім сезонів (футбольна першість переривалася через Першу світову війну), взявши участь у 86 матчах чемпіонату. В 1911—1913 роках тричі поспіль здобував титул чемпіона Угорщини.
Протягом 1919—1920 років грав за австрійський «Вінер Атлетік», а завершував ігрову кар'єру в будапештській команді «Зуглої» в сезоні 1922/23.

## Виступи за збірну
1911 року дебютував в офіційних матчах у складі національної збірної Угорщини. Загалом протягом кар'єри в національній команді, яка тривала 8 років, провів у її формі 21 матч, забивши 4 голи.
Був учасником футбольного турніру на Олімпійських іграх 1912 року. Взяв участь у всіх іграх команди, яка поступилась у чвертьфіналі основного турніру збірній Великої Британії і вибула до втішного турніру, де здобула дві перемоги і підсумкове п'яте місце.

## Кар'єра тренера
Розпочав тренерську кар'єру ще до остаточного завершення кар'єри гравця, очоливши 1921 року тренерський штаб «Венеції».
1923 року, припинивши виступи на полі, зосередився на тренерській роботі, повернувся до Італії, де очолив «Брешію».
Загалом перебував на тренерській роботі майже 30 років, працюючи виключно з італійськими клубами, зокрема із «Андреа Доріа»,  «Аталантою», «Удінезе», «Лекко» та «Ентеллою». Останнім очолюваним ним клубом був «Массезе», головним тренером команди якого Імре Паєр був з 1949 по 1950 рік.
Помер 16 серпня 1957 року на 70-му році життя в Дьєрі.
| Дата       | Місто     | Господарі       | Результат | Гості     | Турнір                    | Голи | Примітки  |
| ---------- | --------- | --------------- | --------- | --------- | ------------------------- | ---- | --------- |
| 5-11-1911  | Будапешт  | Угорщина        | 2 – 0     | Австрія   | товариський матч          | -    |           |
| 17-12-1911 | Мюнхен    | Німеччина       | 1 – 4     | Угорщина  | товариський матч          | -    |           |
| 14-4-1912  | Будапешт  | Угорщина        | 4 – 4     | Німеччина | товариський матч          | -    |           |
| 5-5-1912   | Відень    | Австрія         | 1 – 1     | Угорщина  | товариський матч          | -    |           |
| 23-6-1912  | Осло      | Норвегія        | 0 – 6     | Угорщина  | товариський матч          | -    |           |
| 30-6-1912  | Стокгольм | Велика Британія | 7 – 0     | Угорщина  | ОІ 1912 - квал.           | -    |           |
| 3-7-1912   | Стокгольм | Німеччина       | 1 – 3     | Угорщина  | ОІ 1912 - Втішн. півфінал | -    |           |
| 5-7-1912   | Стокгольм | Австрія         | 0 – 3     | Угорщина  | ОІ 1912 - Втішн. вфінал   | -    | 5-е місце |
| 14-7-1912  | Москва    | Росія           | 0 – 12    | Угорщина  | товариський матч          | -    |           |
| 3-11-1912  | Будапешт  | Угорщина        | 4 – 0     | Австрія   | товариський матч          | -    |           |
| 27-4-1913  | Відень    | Австрія         | 1 – 4     | Угорщина  | товариський матч          | -    |           |
| 18-5-1913  | Будапешт  | Угорщина        | 2 – 0     | Швеція    | товариський матч          | -    |           |
| 3-5-1914   | Відень    | Австрія         | 2 – 0     | Угорщина  | товариський матч          | -    |           |
| 31-5-1914  | Будапешт  | Угорщина        | 5 – 1     | Франція   | товариський матч          | 1    |           |
| 19-6-1914  | Стокгольм | Швеція          | 1 – 5     | Угорщина  | товариський матч          | 1    |           |
| 21-6-1914  | Стокгольм | Швеція          | 1 – 1     | Угорщина  | товариський матч          | -    |           |
| 3-10-1915  | Відень    | Австрія         | 4 – 2     | Угорщина  | товариський матч          | -    |           |
| 7-11-1915  | Будапешт  | Угорщина        | 6 – 2     | Австрія   | товариський матч          | -    |           |
| 4-6-1916   | Будапешт  | Угорщина        | 2 – 1     | Австрія   | товариський матч          | -    |           |
| 1-10-1916  | Будапешт  | Угорщина        | 2 – 3     | Австрія   | товариський матч          | -    |           |
| 6-10-1918  | Відень    | Австрія         | 0 – 3     | Угорщина  | товариський матч          | 2    |           |
| Усього     |           | Матчів          | 21        |           | Голів                     | 4    |           |

## Титули і досягнення

### Як гравця
- Чемпіон Угорщини (3):

«Ференцварош»: 1910-1911, 1911-1912, 1912-1913